# Rio Tambiá
O rio Tambiá é um curso d'água brasileiro que banha a cidade de João Pessoa, capital do estado da Paraíba.

## Etimologia
Tambiá vem do tupi Tambuja, que em português significa «olho-d'água».

## Sub-bacia
O Tambiá nasce na zona central da cidade, entre os bairros de Tambiá e Treze de Maio, e percorre o bairro do Róger e Padre Zé. Em seu curso recebe o São Bento, principal afluente da margem direita, e o riacho Tambiá Pequeno, que brota nas fontes do Parque Arruda Câmara e deságua na margem esquerda. O Tambiá é o penúltimo afluente da margem direita do Paraíba, no qual deságua pouco após a junção deste último com o Sanhauá.
Em 2013, amostras coletadas nos rios Tambiá e Mandacaru revelaram um nível de poluição das águas desses rios mais alto que o valor permitido pela legislação vigente para nitrito e oxigênio dissolvido (subproduto de esgotos oriundos de moradias irregulares na zona oriundas de migração sem planejamento). Tal estudo visou servir de subsídio para implantação de políticas públicas que resguardem as águas do perímetro urbano da capital paraibana, por ser a água um recurso finito e de vital importância que precisa ser preservado. Em 2014 uma pesquisa semelhante enfocou a interação permanente das águas dos ambientes de cultivo de camarão e o meio externo adjacente (na bacia Mandacaru–Tambiá) com o intuito de identificar possíveis influências positivas ou negativas mútuas.